# Asociación Deportiva Municipal Turrialba
La Asociación Deportiva Municipal Turrialba Club de Fútbol fue un club de fútbol costarricense que representa al Cantón de Turrialba, ubicado en la provincia de Cartago, actualmente milita en la Segunda División de Costa Rica.
El equipo fue fundado en 1940 y participaron en la Primera División de Costa Rica por primera vez en la temporada que finalizó en 1965.
Durante las décadas de los sesenta y setenta, el club fue conocido como El equipo ascensor por sus constantes ascensos y descensos entre la primera y segunda división.
Turrialba es uno de los equipos más laureados de la segunda división costarricense, teniendo cuatro títulos de campeón en sus vitrinas y es el club que más ascensos ha logrado a la máxima categoría.

## Historia
Fue fundado el 20 de septiembre de 1940 bajo el nombre de Independiente de Turrialba y estaba integrado por jóvenes valores de la zona.
La andadura del equipo se mantuvo por casi veinte años en las terceras divisiones independientes de Costa Rica, en la provincia de Cartago, logrando en el año de 1959 su ingreso a la segunda división o conocida como "Primeras de Ascenso".
En el año de 1964, Turrialba consiguió su primer título de la segunda división, logrando así el derecho a participar por primera vez en la primera división de Costa Rica. Luego de su regreso a la segunda división, el equipo lograría volver a ser campeón en el año de 1969, en 1972 y 1974, logrando nuevos ascensos, lo que le valió el apodo de Equipo ascensor.
En el año de 1990 Turrialba retorno a la máxima categoría y descendió en la temporada 1996-1997, desde ese año el equipo se encuentra jugando en la segunda división, actualmente más conocida como Liga de Ascenso, buscando un nuevo retorno a la máxima categoría.
En febrero de 2025, la Asociación Deportiva Municipal Turrialba firmó un convenio de cuatro años con la empresa Futbol International Management, con el objetivo de subir a primera división, pero también de exportar talentos ticos. Uno de los principales asesores deportivos será el exjugador mexicano Pavel Pardo, quien brilló en la selección mexicana, así como en los clubes Atlas, Tecos, América, Stuttgart de Alemania y Chicago Fire de la MLS.

### Revocación de Licencia
El 12 de agosto de 2025 se dio revocación de la licencia del club ADM Turrialba por parte del Comité de Licencias de la Federación Costarricense de Fútbol (Fútbol) se debió a inconsistencias financieras y un cambio en la administración, entre otros factores.

## Datos
- Fundación: 20 de septiembre de 1940.

- Temporadas en Primera División de Costa Rica: 16

- Debut en primera división: 2 de mayo de 1965, Puntarenas 0 - Turrialba 0.

- Estadísticas de juegos en primera división: 606 juegos, 148 triunfos, 169 empates y 289 derrotas, 671 goles a favor y 974 en contra.

## Estadio
El Municipal Turrialba disputa sus partidos en condición de local en el estadio Rafael Ángel Camacho Cordero que se encuentra en el distrito central del cantón de Turrialba.
El inmueble es propiedad municipal y se encuentra bajo la administración del Comité Cantonal de Deportes y Recreación de Turrialba.
Lleva ese nombre en honor a un gran dirigente deportivo del cantón turrialbeño.

## Uniforme
Turrialba utiliza un uniforme con los colores tradicionales del club, el rojo y blanco.
| 1973    | 1991    | 2007-08 | 2008-09   | 2009-10     |
| 2010-14 | 2014-17 | 2017-18 | 2018-2020 | 2020-actual |

## Destacados
- Anotador del primer gol del club en Primera División: Luis Aguilar el 23 de mayo de 1965 al superar al arquero Aldana del Orión, ganó Turrialba.

- Jugador del club más veces seleccionado nacional de Costa Rica: Floyd Guthrie, 19 juegos entre 1992 y 1994.

- Goleador histórico: Luis Aguilar, 61 tantos.

- Extranjero con más goles: Carlos Izquiero (Perú), 16 conquistas.

## Palmarés

### Títulos nacionales (6)
| Competiciones nacionales             | Títulos                | Subcampeonatos |
| ------------------------------------ | ---------------------- | -------------- |
| Segunda División de Costa Rica (4/2) | 1964, 1969, 1972, 1974 | 1987, 1989     |
| Torneo de Copa de Costa Rica (2/0)   | 1965, 1975             |                |